# Miconia crinita
Miconia crinita är en tvåhjärtbladig växtart som beskrevs av Charles Victor Naudin. Miconia crinita ingår i släktet Miconia och familjen Melastomataceae.
Artens utbredningsområde är Colombia. Utöver nominatformen finns också underarten M. c. australis.